# Veronika Pumpat
Veronika Pumpat (geboren 1959 oder 1960 als Veronika Stringe) ist eine deutsche Tourismusassistentin und Kommunalpolitikerin. Von 2007 bis 2014 war sie Mitglied des Landesverfassungsgerichts Sachsen-Anhalt.

## Beruflicher Werdegang
Veronika Pumpat ist Tourismusassistentin im staatlich anerkannten Moor-, Kneipp- und Heilbad Bad Schmiedeberg.
Am 10. November 2000 wählte der Landtag von Sachsen-Anhalt sie für sieben Jahre zum stellvertretenden Mitglied am Landesverfassungsgericht von Sachsen-Anhalt. Am 15. November 2007 wurde sie für eine zweite Amtsperiode gewählt.

## Politisches Engagement
Im Juni 2009 wurde sie für die Partei Die Linke in den Stadtrat von Bad Schmiedeberg gewählt.
Bei den Kommunalwahlen in Bad Schmiedeberg im Mai 2014 und im Mai 2019 kandidierte sie für die Partei Die Linke für den Stadtrat.